# 제이드 (근육맨)
제이드(Jade)는 쾌걸 근육맨 2세에 등장하는 초인이다.

## 프로필
- 출신 : 독일
- 신장 : 183cm
- 체중 : 93kg
- 초인강도 : 116만 파워

## 소개
성우는 노지마 켄지/홍범기(투니버스), 이창민(대원방송).

## 행적
브로켄 주니어의 제자로 헤라클레스 팩토리 2기 졸업생 같은 동기인 클리오네맨, 데드 시그널, 스카페이스가 있다. 1차전에 가젤맨을 자신의 필살기로 마무리 짓고 2차전에 근육 만타로와 싸우는 클리오네맨을 응원해주고 클리오네맨에게 처음으로 우정의 힘을 느끼게 해준 장본인. 그런 그들을 비웃던 스카페이스에게 분노를 향했고 2차전에 스카페이스와 싸우지만 결국 패배한다. 결승전에 근육 만타로를 쓰러뜨려 달라는 부탁을 한 자신이지만 그가 악의 초인이라는 사실을 알게 되자 배신감에 대한 분노가 치밀어 오르면서 기절해 있던 근육 만타로를 부활시켜주고 승리를 이끌어주었다. 출신은 독일 출신이라서 독일 대표로 우승하여 초인월드그랑프리에 참가하여 예선전에서 니카이도 링코와 짝을 이루어 가볍게 통과. 초인월드 그랑프리 2차전에서 히카르도와 겨루지만 패배한다. 패배 후 근육 만타로와 함께 우정의 힘으로 히카르도를 쓰러뜨린다. 또 다시 케빈마스크와 근육 만타로의 결승전에서 부상당한 몸을 이끌고 근육 만타로를 응원한다.